# 고립주의
고립주의(孤立主義, 영어: isolationism)는 다른 나라의 정치적 문제, 특히 전쟁에 개입하는 것에 반대하는 외교 정책을 옹호하는 정치철학을 의미하는 용어이다. 따라서 고립주의는 근본적으로 중립을 옹호하고 군사 동맹 및 상호방위조약에 얽히는 것을 반대한다. 순수한 형태의 고립주의는 조약 및 무역 협정을 포함하여 외국에 대한 모든 약속에 반대한다. 정치학 용어집에는 "내정 불간섭의 원칙"이라는 용어도 있는데, 이는 때때로 "고립주의" 개념을 부적절하게 대체하는 데 사용된다. "내정 불간섭의 원칙"은 일반적으로 "외교 관계나 다른 국가의 내부 문제에 대한 정치적 또는 군사적 비개입 외교 정책"으로 이해된다. "고립주의"는 "국제 문제 및 주권 국가의 내부 문제에 대한 군사적, 정치적 불간섭을 의미하는 외교 대전략으로, 무역 및 경제 보호무역과 문화적, 종교적 고립은 물론, 국가의 현재 이익에 부합하는 임시 군사동맹 및 비군사적 성격의 영구 국제기구에 참여할 수 있는 일부 기회를 유지하면서도 영구적인 군사동맹을 맺을 수 없는 것과 관련된다"는 의미로 더 넓게 해석되어야 한다.
이는 식민주의, 팽창주의, 자유주의적 국제주의와 같은 철학과는 대조된다.

## 서론
고립주의는 다음과 같이 정의되었다.
동맹, 해외 경제적 약속, 국제 협정에 참여하지 않음으로써 자국을 다른 나라의 문제로부터 고립시키고, 일반적으로 자국의 경제를 완전히 자급자족하도록 만들며, 외국의 얽힘과 책임을 피함으로써 평화로운 상태를 유지하면서 외교적, 경제적으로 자국의 발전에 모든 노력을 기울이려는 정책이나 교리.

## 국가별

### 부탄
1999년 이전 부탄은 문화, 환경, 정체성을 보존하기 위해 텔레비전과 인터넷을 금지했다. 결국 지미 싱게 왕축은 텔레비전과 인터넷 금지를 해제했다. 그의 아들 지그메 케사르 남기엘 왕축은 부탄의 드룩 갈포로 선출되어 부탄의 민주화에 기여했다. 이후 부탄은 전제군주제에서 입헌군주제 다당제 민주주의로 전환했다. 부탄 민주주의의 발전은 1950년대부터 부탄 군주들의 적극적인 장려와 참여로 이루어졌으며, 법률 개혁으로 시작하여 부탄 헌법의 제정으로 절정에 달했다.
부탄의 관광은 1974년까지 금지되었다. 그 이후로 부탄은 외국인의 방문을 허용했지만, 자연 및 문화유산을 보존하기 위해 관광을 엄격하게 통제했다. 2022년 기준 관광객은 식사 및 숙박과 같은 다른 여행 경비 외에 하루 200달러의 수수료를 지불해야 한다. 2022년 이전에는 방문객이 독립적으로 여행할 수 없었고 관광 가이드와 동반해야 했다. 2021년 기준 부탄은 유엔 안전 보장 이사회 상임이사국 중 어떤 국가와도 공식적인 외교 관계를 유지하지 않고 있으며, 특히 북쪽 이웃이자 역사적으로 긴장 관계에 있는 중국과의 관계도 그러하다.

### 캄보디아
1431년부터 1863년까지 캄보디아 왕국은 고립주의 정책을 시행했다. 이 정책은 대부분의 외부 국가와의 외교 접촉을 금지했다. 1975년 4월 17일 폴 포트와 크메르 루주가 집권하여 민주 캄푸치아를 수립하자, 프놈펜을 포함한 모든 도시의 도시 인구는 농촌으로 강제 이주되었다. 이는 캄푸치아 공산당과 비밀 경찰 산테발의 명령으로 이루어졌으며, 이후 그들은 툴슬렝 (S-21)이라는 고문실 안에 악명 높은 수용소를 세웠다. 캄보디아는 원년 정책을 시행하여 나머지 세계로부터의 고립을 가속화했다. 궁극적으로 크메르 루주의 권위와 고립주의 정책은 1978년 베트남이 캄보디아를 침공하고 1979년 1월 7일 폴 포트를 전복시키면서 붕괴되었다.

### 중화인민공화국
15세기 정화의 항해 이후, 명나라의 외교 정책은 점차 고립주의적으로 변했다. 홍무제는 1390년에 모든 해상 운송을 금지하는 정책을 제안한 최초의 인물이 아니었다. 명나라 이후의 청나라는 명나라의 고립주의 정책을 자주 이어갔다. 문자적으로 "일본 해적" 또는 "난쟁이 해적"으로 번역되는 왜구는 중국, 일본, 한국의 해안선을 약탈한 해적이었으며, 해상 금지가 일부 통제 없이 이루어지지 않았음에도 불구하고 주요 우려 사항 중 하나였다.
1757년 겨울, 건륭제는 다음 해부터 광저우를 외국 상인에게 허용되는 유일한 중국 항구로 선포하며 광동 체제를 시작했다.
1949년 국공 내전 이후 영토가 분할된 이래, 중국은 두 개의 정권으로 나뉘어 중화인민공화국이 중국 대륙을 통제하고 기존의 중화민국은 대만 섬에 국한되었으며, 두 정부 모두 서로의 주권을 주장한다. 중화인민공화국은 유엔, 유럽 연합 및 전 세계 대부분의 국가에서 인정받고 있지만, 중화민국은 외교적으로 고립되어 있으며 15개국만이 중화민국을 "중국"으로 인정하고 일부 국가는 무역 사무소를 통해 비공식적인 외교 관계를 유지하고 있다.

### 일본
1641년부터 1853년까지 일본의 에도 막부는 가이킨(해금)이라는 정책을 시행했다. 이 정책은 대부분의 외부 국가와의 외교 접촉을 금지했다. 그러나 일본이 완전히 폐쇄되었다는 일반적인 생각은 오해의 소지가 있다. 실제로 일본은 기간의 대부분 동안 중국, 한국, 류큐 제도, 그리고 유일한 서양 무역 파트너인 네덜란드 공화국과 제한된 규모의 무역 및 외교 관계를 유지했다.
일본의 문화는 외부 세계의 영향을 제한적으로 받으며 발전했으며, 역사상 가장 긴 평화 시대를 누렸다. 이 시기에 일본은 번성하는 도시, 성읍, 농업과 국내 무역의 상품화 증가, 임금 노동, 문해율 증가와 그에 따른 출판 문화를 발전시켜, 막부 자체가 약해졌음에도 불구하고 근대화의 기반을 다졌다.

### 한국
1863년, 고종은 어린 나이에 조선왕조의 왕위에 올랐다. 그의 아버지인 섭정 흥선대원군은 고종이 성인이 될 때까지 그를 대신하여 통치했다. 1860년대 중반 흥선대원군은 고립주의의 주요 지지자였으며, 국내외 가톨릭 교인 박해의 주요 도구였다.
제2차 세계 대전 종전 후 일본으로부터의 독립 이후 한반도 분단에 따라, 김일성은 북한에 고립주의적인 민족주의 정권을 수립했으며, 이는 1994년 그의 사망 이후 아들과 손자에 의해 계속되었다.

### 파라과이
1811년 5월 14일 독립한 지 3년 후인 1814년, 파라과이는 호세 가스파르 로드리게스 데 프란시아 독재자에 의해 장악되었다. 1814년부터 1840년 사망할 때까지 그의 통치 기간 동안 그는 파라과이의 국경을 폐쇄하고 파라과이와 외부 세계 간의 무역 또는 모든 관계를 금지했다. 파라과이가 독립하기 직전에 도착한 스페인인 정착민들은 단일 파라과이 민족을 만들기 위해 오래된 식민지 주민이나 원주민 과라니와 결혼해야 했다.
프란시아는 외국인에 대한 특별한 반감을 가지고 있었고, 국내에 입국하려는 외국인들은 무기한 출국이 허용되지 않았다. 독립적인 성격을 가진 그는 유럽의 영향과 가톨릭 교회를 싫어했으며, 외국인을 멀리하기 위해 교회 마당을 포병 부지로, 고해성사 상자를 국경 경비 초소로 바꾸었다.

### 미국
로버트 J. 아트와 같은 일부 학자들은 미국이 고립주의 역사를 가지고 있다고 믿지만, 다른 대부분의 학자들은 미국이 고립주의 전략보다는 일방주의 또는 내정 불간섭의 원칙 전략을 따랐다고 묘사하며 이 주장에 반대한다. 로버트 아트는 《미국을 위한 대전략》(2003)에서 자신의 주장을 펼친다. 미국이 고립주의 대신 일방주의를 따랐다고 주장한 책으로는 월터 A. 맥두갈의 《약속의 땅, 십자군 국가》(1997), 존 루이스 개디스의 《놀라움, 안보, 그리고 미국 경험》(2004), 그리고 브래들리 F. 포들리스카의 《단독 행동》(2010) 등이 있다. 양측 모두 조지 워싱턴의 고별 연설에서 정책적 처방을 자신들의 주장의 증거로 삼는다. 베어 F. 브라우모엘러는 고립주의에 대한 최상의 사례인 미국과 전간기 관계조차도 널리 오해되었으며, 미국인들은 진정한 위협이 존재한다고 믿자마자 싸울 준비가 되어 있었다고 주장한다. 워렌 F. 쿨과 게리 B. 오스트로워는 다음과 같이 주장한다.
혁명 기간 및 이후 프랑스와의 동맹 조약과 관련된 사건들, 그리고 프랑스 혁명 전쟁과 나폴레옹 전쟁 동안 추구된 중립 정책에서 발생하는 어려움들은 또 다른 관점을 장려했다. 분리성과 일방적 행동의 자유에 대한 열망은 국가적 자부심과 대륙적 안전 감각과 결합하여 고립 정책을 조장했다. 미국은 해외와의 외교 관계 및 경제적 접촉을 유지했지만, 독립성을 유지하기 위해 이를 가능한 한 좁게 제한하려고 했다. 국무부는 공동 협력 제안을 지속적으로 거부했으며, 이는 먼로 독트린의 일방적 행동 강조에서 명시적으로 드러난 정책이었다. 1863년이 되어서야 미국 대표가 국제 회의에 참석했다.

## 비판
고립주의는 심각한 문제에 직면한 국가들을 지원하지 않는다는 비판을 받아왔다. 주목할 만한 예시 중 하나는 미국의 고립주의인데, 벤저민 슈워츠는 이를 청교도주의에서 영감을 받은 "비극"이라고 묘사했다.
일부 현대 미국 보수 평론가들은 다른 사람들을 고립주의자라고 낙인찍는 것이 경멸적인 방식으로 개인에게 사용된다고 주장한다.

## 같이 보기
- 쇄국정책